# Hans Christian Johansen
Hans Christian Johansen (* 20. Novemberjul. / 2. Dezember 1897greg. in Riga, Russisches Kaiserreich; † 18. Dezember 1973 in Hjortekær, Dänemark) war ein dänischer Ornithologe.

## Leben
Johansen war das dritte von fünf Kindern von Jens Christian Johansen und Agnes Ingeborg Laudrup. Kurz vor der Jahrhundertwende lebte die Familie auf einem Gut, das einem russischen Grafen gehörte. Später zogen sie zurück nach Riga. Johansen absolvierte 1916 die private, deutschsprachige Ritter- und Domschule zu Reval in Reval. Auf Wunsch seines Vaters sollte er in den Handel einstiegen, stattdessen ging er nach Tomsk, um Naturwissenschaften zu studieren. Er immatrikulierte sich an der medizinischen Fakultät, wo Naturwissenschaften gelehrt wurden, und lernte allmählich perfekt Russisch. 1917 unternahm er auf eigene Kosten eine Sammelreise in die Barabasteppe zwischen Ob und Irtysch.
Im Frühjahr 1918 brach er sein Studium ab und ging ins Altaigebirge, wo er Vögel sammelte und seinen Lebensunterhalt als Lehrer, Pferdehalter, Zimmerer und anderen Gelegenschaftsarbeiten verdiente. Ende 1918 wurde sein Vater dänischer Generalkonsul. Nach einer Flucht vor der Weißen Armee und einem einjährigen Aufenthalt unter roten Partisanen im Gebirge schloss er sich als Zoologe einer Expedition an, die diese Regionen bereiste, und leitete ein Museum in Bijsk am Oberlauf des Obs. Hier erhielt er den Bescheid, dass er nach Tomsk zurückkehren und sein Studium auf Staatskosten abschließen solle, aber nach einem strengen Winter mit Hungerrationen in Tomsk durfte er im Frühjahr 1921 zu seinen Eltern zurückkehren. Seine Studien wurden in München fortgesetzt und gipfelten 1925 in einer Doktorarbeit über die Zoogeographie des Baikalsees. 
Er ging zurück nach Tomsk, wurde Assistent und 1927 Dozent für Zoologie und unternahm neue Expeditionen vom Ussuri im Osten bis zum Fluss Ob im Westen.
Ab 1928 war er drei Jahre Leiter einer staatlichen Pelzstation auf den Kommandeurinseln in der Beringsee, wo er seine Vogelstudien fortsetzte und das Grabmal von Vitus Bering (1681–1741) restaurierte. 1931 kehrte er als Professor am Zoologischen Institut und Direktor des Museums nach Tomsk zurück. Als dänischer Staatsbürger musste er 1937 kurzfristig die Sowjetunion verlassen und verbrachte zwei Jahre als Professor am Deutschen Herder-Institut Riga und ab 1940 in Königsberg. 1944 ging er nach Dänemark, wo bereits seine Mutter, seine Schwester und seine Tochter lebten. Im folgenden Jahr trat er eine freie Stelle am Zoologischen Museum als Leiter der Beringungsstudien an und lernte Dänisch (seine Eltern hatten mit den Kindern Deutsch gesprochen). Lange Zeit hatte er es aufgegeben, seine Sammlungen wieder aufzusuchen, doch 1949 tauchten mit Hilfe russischer Freunde seine fast 5000 sibirischen Vogelbälge und -eier wieder auf, und 1957 auch seine rund 600 Bücher. Die Sammlungen wurden dem Zoologischen Museum Kopenhagen gestiftet und sind die größten ihres Fachgebietes außerhalb von Russland. 1952 kaufte er ein baufälliges Haus in der wilden Nordmark auf Læsø, und durch einen sparsamen Lebensstil brachte er die Mittel auf, um schließlich 200 Hektar Land zu kaufen. 1960 übernahm die Universität Kopenhagen das Anwesen, die in dem Haus ein Feldlabor und Wohnräume einrichtete. Johansen fungierte von 1961 bis 1968 als Manager. 1949 reiste Johansen nach Spitzbergen, zweimal nach Lappland, 1960 in die Vereinigten Staaten und nach Kanada und 1963 mit dem Bananenfrachter nach Ecuador und über Chile nach Feuerland.
Johansens Hauptwerke sind die Artikelreihe Die Vogelfauna Westsibiriens, die von 1943 bis 1961 im Journal für Ornithologie erschien, sowie Revision und Entstehung der arktischen Vogelfauna, 1956 und 1958. Zudem veröffentlichte er Übersichten über die Avifauna bestimmter Gebiete, darunter dem Ussuri-Land, den Kommandeursinseln, dem Salairrücken, Feuerland und Læsø, kleinere Arbeiten über einzelne Arten, Vogelberingung, Ornithologie in der UdSSR sowie Rezensionen und Aufsätze zur russischen Vogelliteratur.
1952 beschrieb er die Unterarten Anthus richardi dauricus und Anthus richardi ussuriensis des Spornpiepers sowie die Unterart Remiz macronyx ssaposhnikowi der Schwarzkopf-Beutelmeise. 1960 beschrieb er die Unterart Larus fuscus barabensis der Heringsmöwe.

## Privates
Johansen war dreimal verheiratet, von 1918 bis 1936 mit Agneja Jalbatscheva, von 1936 bis 1946 mit Eupraxie Fjodrowna Gurjanowa sowie von März 1955 bis 1957 mit Inger Marie Brasch.

## Dedikationsnamen und Ehrungen
1951 benannte Jean Théodore Delacour die Unterart Anser fabalis johanseni der Waldsaatgans zu Ehren von Hans Christian Johansen. 1961 wurde er zum Ritter des Dannebrogordens ernannt. Zudem war er Mitglied der Königlich Dänischen Akademie der Wissenschaften.